# Ingeborg af Danmark (1347-1370)
 For alternative betydninger, se Ingeborg af Danmark. (Se også artikler, som begynder med Ingeborg af Danmark)
Ingeborg Valdemarsdatter, hertuginde af Mecklenburg (født 1. april 1347, død før 1370, var en dansk prinsesse, datter af kong Valdemar Atterdag og Helvig af Slesvig.
Ingeborg overtog den ældste søster Margrethes tilsigtede mand, hertug Henrik 3. af Mecklenburg. Efter aftalen blev den lille prinsesse bragt over til Tyskland, men blev hentet tilbage allerede i 1354. Ingeborg og Henrik blev omsider gift i 1362, da de mecklenburgske fyrster havde kvitteret for en del af hendes medgift.
Parret fik følgende børn:
1. Eufemia af Mecklenburg (død 1400), gift med fyrst Johan 5. af Mecklenburg-Werle
2. Maria af Mecklenburg (1363/1365-1402/1403), gift med hertug Vartislav 7. af Pommern. Mor til kong Erik af Pommern
3. Albrekt 4. af Mecklenburg (1362/1370-1388), hertug af Mecklenburg-Schwerin
4. Ingeborg af Mecklenburg (1368–1408), nonne i Ribnitz kloster 1376, abbessions 1395-1408. Var tæt på sin moster Margrete

Ingeborg blev efter broderen Christoffers død i 1363 arvtager til den danske trone, og hendes søn Albrekt var blevet lovet tronfølge i Danmark af kong Valdemar. Hun døde dog før sin far Valdemar, og det blev Ingeborgs søster Margrethe med hendes søn Olav som omsider trak det længste strå i den dynastiske kamp.